# 毘盧禪寺
毘盧禪寺為陸傳曹洞宗法雲寺派下寺院，且是臺灣中部地區重要的尼僧道場。於昭和三年（1928年）由神岡三角仔呂家長房，呂敦禮之女籌資創建。昭和五年（1930年）十月廿日大雄寶殿落成，並恭請覺力和尚為開山祖師。毘盧禪寺與新北市中和區圓通禪寺和高雄市阿蓮區大崗山龍湖庵，並列為日治時期臺灣三大尼僧道場。毘盧禪寺建築為西洋歷史式樣建築，和一般傳統的佛寺的中式建築不同；山門上「毘盧禪寺」四字出自吳佩孚將軍之手，由此可窺見毗盧禪寺年代之久遠。

## 外部連結
- 古今寺廟巡禮 - 毘盧禪寺 （页面存档备份，存于）